# H+H
H+H International A/S og H+H Nordics A/S er en dansk international producent af porebetonvarer som byggelementer og byggesten samt kalksandsten med hovedkvarter i København og Aarhus. H+H har ca. 800 ansatte fordelt på flere europæiske lande. H+H er en forkortelse for Henriksen & Henriksen, som tidligere var virksomhedens navn, navngivet efter familien Henriksen, der var dens ejere og grundlæggere. Siden 1985 har virksomheden været børsnoteret på Københavns Fondsbørs, og de største aktionærer er i dag Arbejdsmarkedets Tillægspension, Nordea Fund og polske Solbet.